# Tre Kvinder
Tre Kvinder (originaltitel Three Women) er en amerikansk stumfilm fra 1924 instrueret af Ernst Lubitsch.

## Medvirkende
- May McAvoy som Jeanne Wilton
- Pauline Frederick som Mrs. Mabel Wilton
- Marie Prevost som  Harriet
- Lew Cody som Edmund Lamont
- Willard Louis som Harvey Craig
- Pierre Gendron som Fred Armstrong
- Mary Carr
- Raymond McKee